# 944
Évszázadok: 9. század – 10. század – 11. század
Évtizedek: 890-es évek – 900-as évek – 910-es évek – 920-as évek – 930-as évek – 940-es évek – 950-es évek – 960-as évek – 970-es évek – 980-as évek – 990-es évek
Évek: 939 – 940 – 941 – 942 –  943 – 944 – 945 – 946 – 947 – 948 – 949

## Események

### Bizánci Birodalom
- Ióannész Kurkuasz elfoglalja Edesszát és megszerzi a híres Mandüliont, Jézus halotti kendőjét. Az ereklyét diadalmenetben viszik be Konstantinápolyba.
- Igor kijevi fejedelem ismét fosztogató hadjáratot indít a Bizánci Birodalom ellen, de Rómanosz császár kiegyezik vele és a kijeviek éves adó és kereskedelmi privilégiumok fejében elvonulnak.
- Decemberben Rómanosz császár két fia és társuralkodója, Sztephanosz és Kónsztantinosz lemondatják és kolostorba zárják apjukat, mert attól tartanak, hogy sógorukat, Bíborbanszületett Konstantint fogja egyedüli utódaként megjelölni (a birodalomban ekkor négy társcsászár uralkodott egymás mellett).

### Európa
- Meghal Ottó lotaringiai herceg. Helyette I. Ottó német király megbízható hívét, Vörös Konrádot nevezi ki a tartomány élére.
- Aquitániában a tömeges anyarozs-mérgezés mintegy tízezer áldozatot követel.
- Edmund angol király elfoglalja Yorkot és kiűzi onnan Olaf Cuaran viking királyt.

### Abbászida Kalifátus
- A központi hatalom teljesen megszűnik a kalifátusban, hadurak harcolnak egymással. Tuzun "emírek emírje" legyőzi a Hamdánidákat és elfoglalja központjukat, Moszult. A városban menedéket talált bábkalifa, al-Muttakí Rakkába menekül. Tuzun kiegyezik a Hamdánidákkal, akik lemondanak Bagdadról.
- Al-Muttakí kalifa Muhammad ibn Tugdzs egyiptomi emírrel tárgyal, de végül nem Egyiptomba megy, hanem visszatér Bagdadba. Ott Tuzun elfogatja, lemondatja és megvakíttatja. Helyére az Abbászida-házból való al-Musztakfít ülteti.
- A hamdánida emír öccse, Szajf al-Daula elfoglalja Aleppót és megalapítja az Aleppói Emirátust.
- Az iraki Szamarrában Ali al-Hádí és Haszan al-Aszkarí imámok sírján megalapítják az al-Aszkarí mecsetet, az egyik legfontosabb síita szentélyt.

### Észak-Afrika
- Az ibádita Abu Jazíd fellázítja az ifríkijai berbereket a síita Fátimidák ellen. A támadás váratlanul éri al-Káim kalifát, akinek seregei sorra veszítik el a csatákat és a felkelők októberben bevonulnak a tartomány legnagyobb városába, Kairuánba.

## Születések
- I. Abd al-Malik, számánida emír

## Halálozások
- Abu Manszuú al-Máturídí, szunnita teológus
- Ngô Quyền, vietnami király

## Fordítás
- Ez a szócikk részben vagy egészben  a(z)   944 című angol Wikipédia-szócikk ezen változatának fordításán alapul.  Az eredeti cikk szerkesztőit annak laptörténete sorolja fel. Ez a jelzés csupán a megfogalmazás eredetét és a szerzői jogokat jelzi, nem szolgál a cikkben szereplő információk forrásmegjelöléseként.